# 韓國軍事

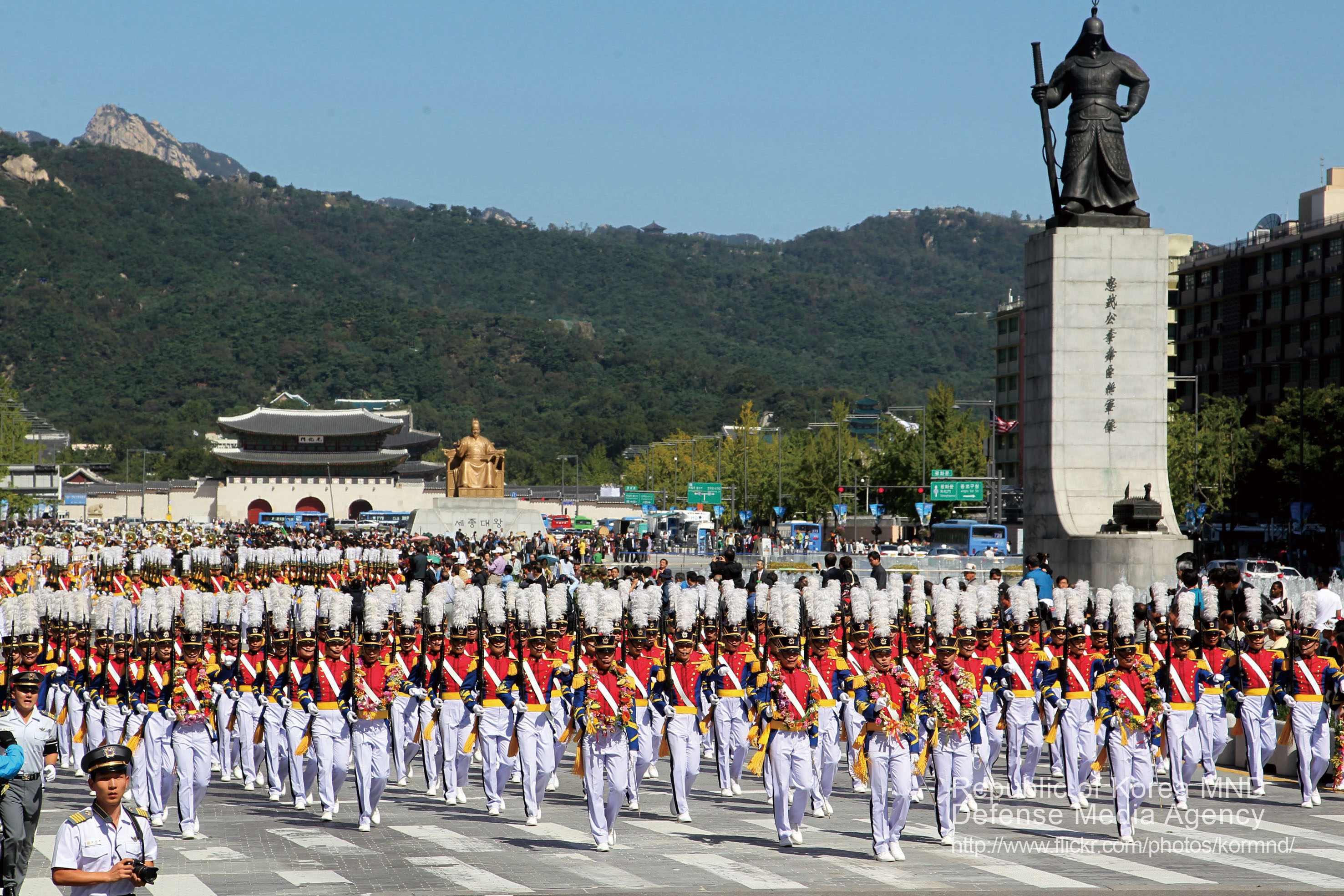
韩国国军仪仗队行經首爾光化門廣場，2010年9月28日

韩国军事介紹韓國建國以來的軍事概況，該國軍隊韓國國軍是东北亚地区一支现代化程度较高的重要军事力量，也是朝鲜半岛局势的重要影响因素:1。由于朝鲜半岛的南北对峙，韩国目前仍然实行义务兵役制，并维持着相当规模的军队。据韩国《2014年国防白皮书》，韩国常备军有63万，预备役部队297万。这相对于韩国5,000万的人口是个庞大的数字:112。2024年，韓國全球軍力排名第5名。
韩国实行三军联合体制，总统是軍隊的最高统帅。国防部是在总统统率之下的最高軍事行政机构。自大韩民国成立以来，韩国军事相对于朝鲜一直处于绝对劣势，依靠韩美军事同盟来对抗北方军事威胁:31-34。1969年，尼克松主义出台后，韩国开始进行“自主国防”建设:35。20世纪70和80年代，韩国先后实施了第一、第二期栗谷计划和90年代的防御力量改善计划。20世纪90年代后，韩国军队的信息化建设取得了迅猛发展，并顺应世界军事新军事变革趋势和朝鲜半岛局势的变化，开展了军事变革与转型:58-59。1994年12月1日，韩国收回了除战时指挥权之外的军事主权。驻韩美军由主导角色转变为支援角色:51。双方商定韩国将于2020年代中期收回战时指挥权。

## 历史

### 初创期
1945年8月15日日本二戰投降后，美軍與蘇軍以北纬38度线分别进驻朝鲜半岛南北部。同年11月13日，美军政厅颁布「军政第28号令」，宣布成立「国防司令部」，下设军务局和警务局，掌管韩国所有军队和警察。此后，国防司令部多次易名。同年12月5日，美军政厅开设「军事英语学校」，培养军事人才。学校采用美国西点军校的教育方法，以军事英语为主，招收的学生绝大部分都有从军经历，多数毕业于日本陆军士官学校。在不到5个月的时间里，学校培训了110名军官。这些学员毕业后纷纷参与了韩国國軍的组建。1946年3月29日，「国防司令部」改称「国防部」，与负责警察事务的警务局分离:3-4。同年6月15日，改称「國內警備部」（韓語別稱「統衛部」，源自大韓帝國時代軍事機構之一的「統衛營」）。
1946年1月15日，「国防警备队」宣布成立，最初兵力不过1个营，首任队长为美军中校約翰·马歇尔（John T. Marshall）。同年6月15日，「海岸警备队」在原「海防兵团」的基础上组建。至此，统卫部下设国防警备队和海岸警备队，已经初具军队雏形。“国防警备官校”也在原军事英语学校的校址上成立，开始开展更为深入的美式军事教学与训练。1947年9月，军队的编制、武器和服装已逐渐完成了由日式向美式的转变，军队的人数也得到扩充，各道份都驻扎有一个团的兵力。海军也先后接收了美军的登陆艇、扫雷艇等36艘舰船，陆续在仁川、木浦、釜山、镇海等地建立海军基地。:4
1948年8月15日大韩民国成立时，国防警备队兵力已达5万人，有5个旅、15个团。同年9月5 日，国防警备队和海岸警备队分別改制为韩国国军的陆军和海军。同年11月30日，陆军又根据《国军组织法》划分为正规军和预备役的护国军，海军的机构也得到了强化。同年12月15日，陆军和海军本部成立，韩国國军基本组建完成。为加强登陆作战力量，1949年4月15日，隶屬於海军的海军陆战队成立。同年10月1日，原隶属于陆军的航空队从陆军分离出来正式成立空军。至此，韩国军队的陆海空三军体制得到确立:4。至朝鲜战争爆发前，韩国國军总兵力有10万余人，其中陆军有97,000人，海军6,956人，空军1,897人:5。

### 朝鲜战争时期

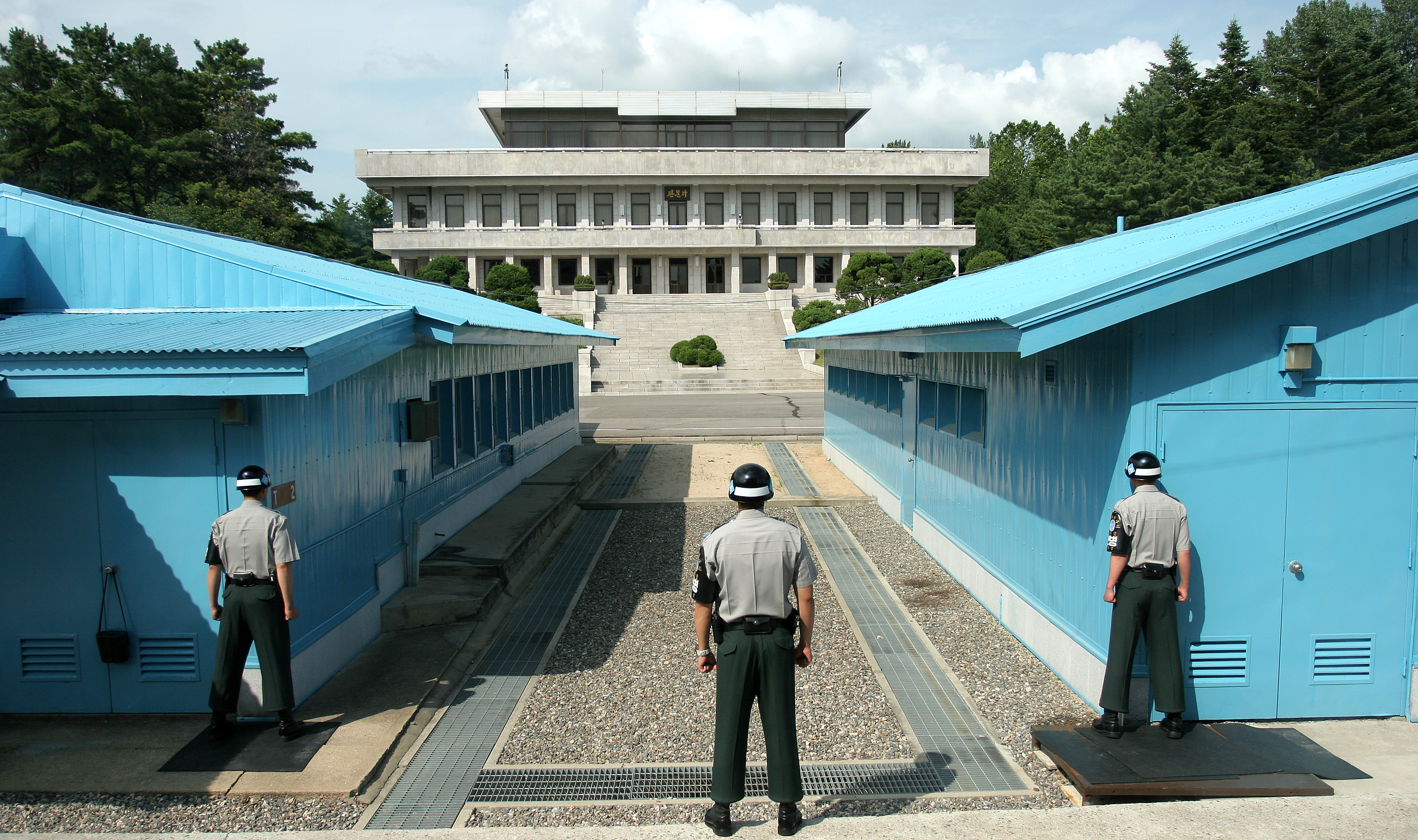
共同警备区韩国侧的韓軍憲兵

1950年6月25日朝鲜战争爆发后，由于韩国國军人数和装备相对朝鲜处于绝对弱势，而且大多数是没有作战经验的新兵，朝鲜人民军在战争一开始军势如破竹，很快占领韩国大部分地区，把韩军和美军逼退到釜山。7月15日，一路南撤的李承晚致信联合国军司令麦克阿瑟，将韩军战时指挥权移交给联合国军。联合国军介入后，韩军得到喘息的机会，兵力也得到大幅增员，其中，学生义勇军人数就达到30万余人。为持续补充兵源，李承晚政府在各地设置“兵事区司令部”将17-40岁的青壮年登记在册组成“国民防卫队”。在整个战争期间，应征走上战场的国民防卫军人数达100万。为了补充美军兵力的不足，韩军还向美军派遣了4万3千余名士兵，直接隶属于美军进行战斗。战后「美國陸軍附編韓軍」（KATUSA）制度也得以延续下来。:9-10
1950年9月15日，美军仁川登陆后，朝鲜战争整个战局急转直下，北方军队急速溃败。急于消灭朝鲜军队的李承晚政府命令韩国第3师于10月1日率先在东北部前线越过三八线，这一天后來命名为“國軍日”。10月7日，美军也不顾中国的警告大举越过三八线，一路向北推进。北方政府一路退守至江界。10月19日，中国派出志愿军参战，先后发动五次大的战役，将联合国军逐回三八线以南，双方进入战略对峙阶段。经过谈判，双方于1953年7月27日签署《朝鲜停战协定》。1958年10月，中国人民志愿军全部撤离朝鲜。:11
根据韩国国防部战史编写委员会1976年出版的《韩国战争史》，韩军在朝鲜战争期间损失约为984,400余人，其中227,800余人阵亡，717,100余人受伤，43,500余人失踪。不过，由于美军的援助，韩军在装备上得到大幅提高。战争结束时，韩国陆军已由单一的步兵，发展成为拥有步兵、炮兵和坦克兵的联合兵种，拥有3个军，18个师，总兵力55万，是战前的5倍；海军兵力由战前的6,956人增加到14,863人，拥有各类舰船60余艘；海军陆战队也在与美军的联合作战中取得飞跃式发展，人数从战前的1,166人猛增加到22,174人；空军不仅扩张为2个聯隊，而且拥有了通信、气象等地面保障部队，兵力由1,897人增加到11,451人。:11

### 成长期

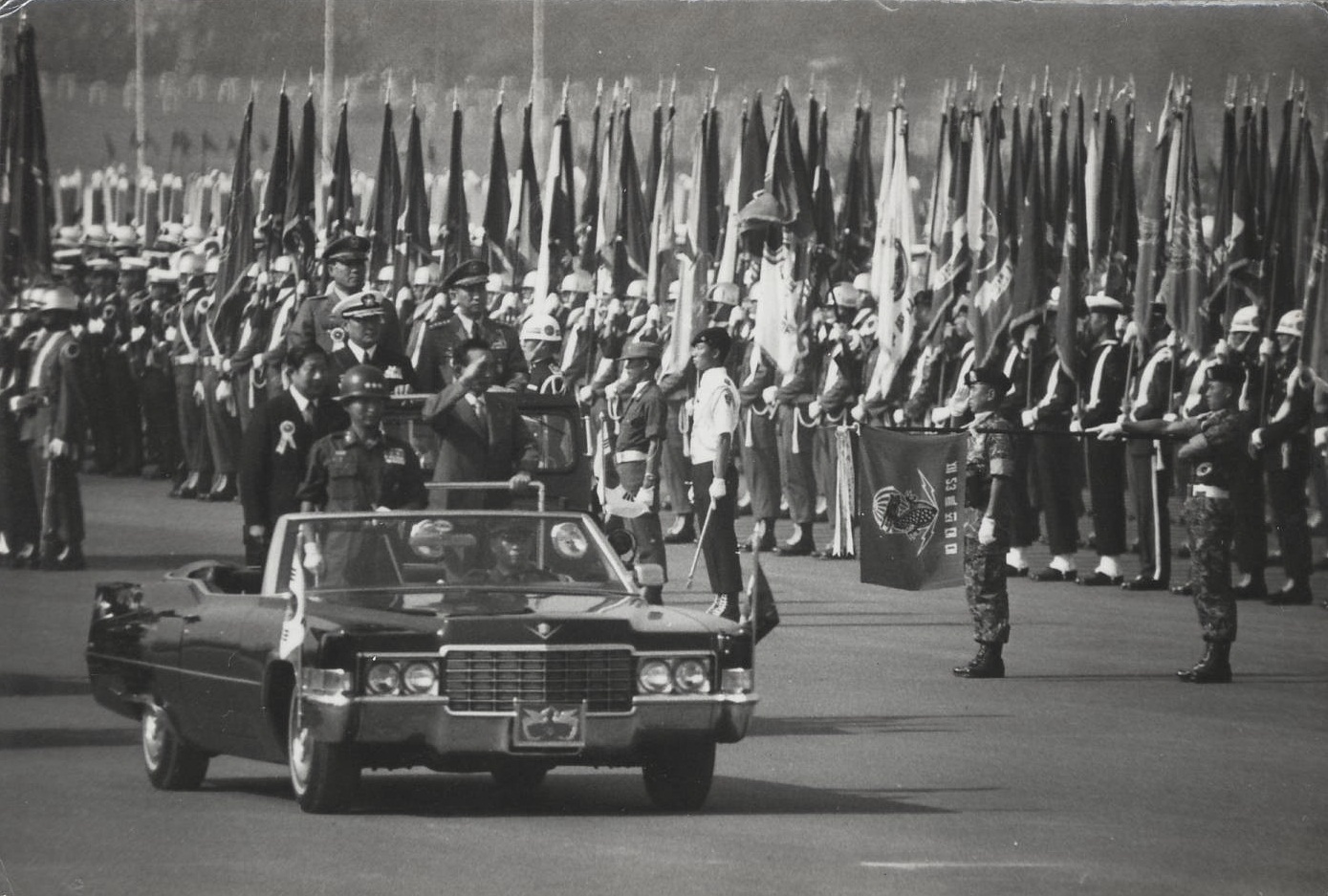
韩国总统朴正熙检阅韩国国军

朝鲜战争结束后，韩国国防在美国的援助下得到大幅的提升。1953年，韩美签署《韩美共同防御条约》，正式缔结军事同盟。1954-1960年间，美国为韩国提供了17.7亿美元的无偿经济援助和21.5亿美元的无偿军事援助:15。1952年起，韩国陆续开始了步兵学院、炮兵学校、通讯学校、参谋学校，将原来的警备士官学校扩充为正规的陆军士官（軍官）学校，之后又开设了海军士官学校和空军士官学校。20世纪60年代，韩国应美国要求参加了越南战争。战争期间，韩军获得了美国15.96亿美元的军事援助，大幅度提高了韩军的现代化水平，同时也有效提高了韩军的实战能力:16。
20世纪70年代初，韩国军队总兵力达到63.3万人，其中陆军56万人，分为29个师、2个装甲旅、80个炮兵营、1个地对地导弹营、3个地对空导弹营；海军1.6万人，各种舰船63艘；海军陆战队5个旅，3.3万人；空军2.4万人，各式飞机230多架。此外，1968年2月，韩国还成立了拥有250万人的预备役部队。:15

### 自主国防期

#### 自主国防工业
1969年7月，时任美国总统尼克松访问关岛提出新亚洲政策，导致韩美关系出现裂痕。“尼克松主义”出台后，美国开始缩减驻韩美军，并逐渐减少对韩援助。1970年，时任韩国总统朴正熙正式推出为期8年的“自主国防”建设计划:35，并成立国防开发局，统一指导国防工业的发展。同年8月，韩国首家专业军工科研机构国防科学研究所正式成立。国防科学研究所隶属于韩国国防部，负责研发、试验和评估武器装备和相关技术，推进韩国武器国产化，增强自主国防能力。为推动国防科学研究所的快递发展，韩国于1972年制定了《促进军工生产临时法》，大幅增加国防科研经费，以加速本国国防科研生产体系的建设:37。
1975年，韩国新设“防卫税”，通过增加国防预算推动自主国防政策:36。经过1971-1972年的准备阶段，韩国军工业在1973-1976年的基础形成阶段，已经能够生产包括M-16步枪、追击炮、无线通信装备、快艇等基本武器。到1977-1978年的基本武器完成阶段，韩国已经实现基本武器完全国产化和部分高精端武器的国产化开发，具备批量生产驱逐舰、韩国型战斗舰、多管火箭炮和改装战车的能力:38。20世纪80年代，韩国基本建成门类较为齐全的国防工业体系，常规武器不仅可以自给自足，还可以批量出口。90年代末，韩国已能开发和生产技术部分先进的、高精度武器:49。

#### 栗谷计划

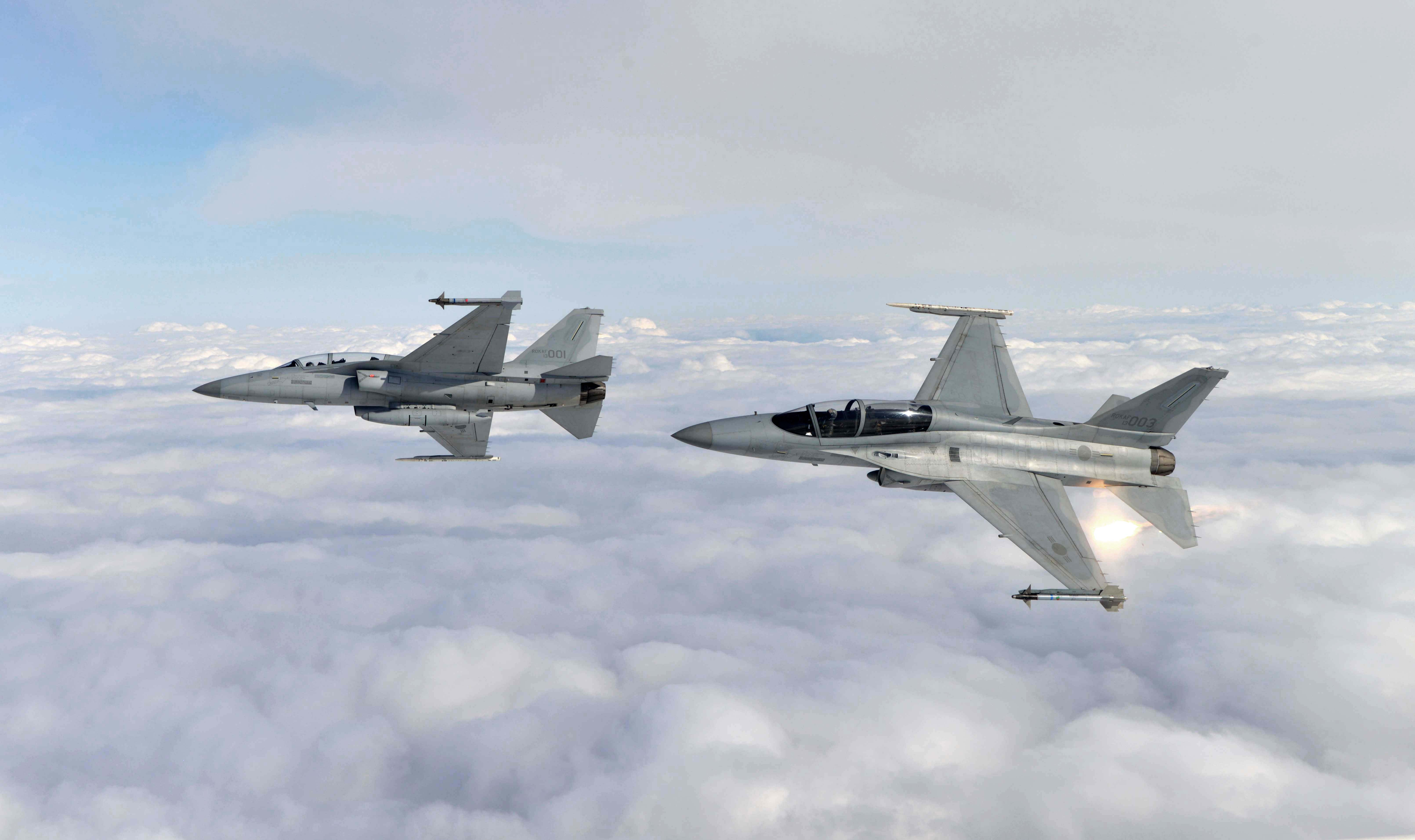
FA-50战斗攻击机

为增强军队战斗力，韩国于1974至1981年实施了第一期栗谷计划，投入31,402亿韩圆对陆、海、空三军装备进行升级。陆军由以前以人力为主转型为机动为主，开始了从传统军队向现代化军队的转变。海军淘汰了旧型驱逐舰，增加了韩国型驱逐舰、警备舰以及各种导弹快艇。通过完善主要海域的水中监视体系，韩国海军反潜攻击能力大大增强。空军也在质和量上得到大大的提升，挽回了对朝鲜的空中劣势:38-40。
20世纪80年代，韩国部分修订了军事战略理念，从防守思想转向反击敌方全面挑衅的攻势理念，强化军事应对态势，提高武器研发能力。1982至1986年，韩国实施了以“完善防御战斗力”和“构建遏制战略的基础”为目标的第二期栗谷计划。陆军方面，韩军强化了师級部隊战斗力，增强了与朝鲜相比一直处于弱势的装甲战斗力，并增强了炮兵火力。此外，韩军还改善了指挥体系，并新设了特战旅。为应对朝鲜海军舰艇数量上的优势和防止朝鲜潜艇干扰海上通路，韩国海军重点增强了水上战斗力，并建立起水上、空中立体反潜艇战斗力。空军方面，韩军低价购进了F-4鬼怪战斗机和侦察机，大量引进“眼镜蛇”AH-1S重型攻击直升机。与此同时，韩国空军通过引进C-130大型运输机大幅提升空中运输能力、并引进可搭载空对空导弹进行全方位攻击的F-16战斗机，使空中作战能力得到加强。:41-42

#### 防御力量改善计划

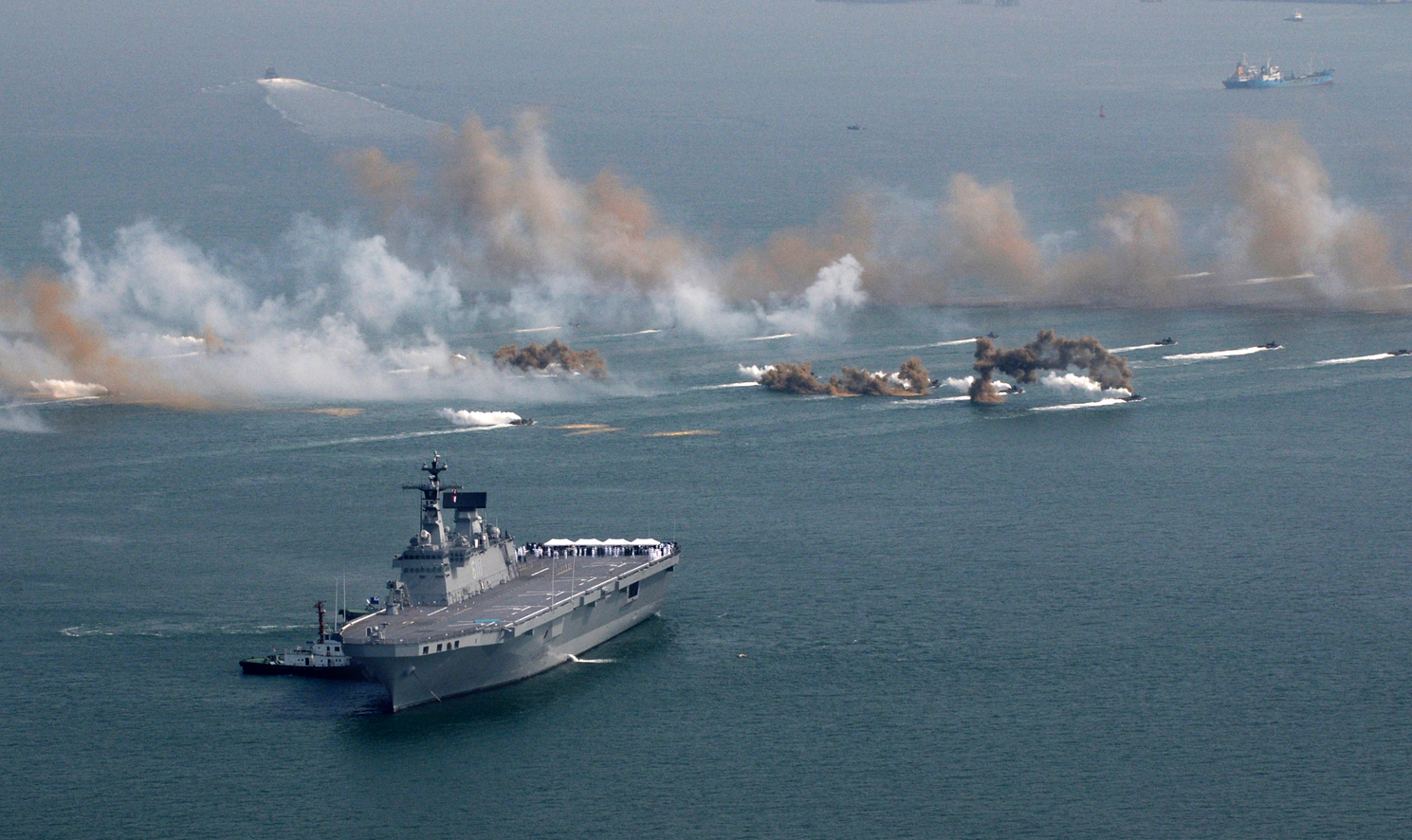
韩国独岛号两栖攻击舰

韩国经济腾飞后，其经济和军事实力都超过了朝鲜。深刻认识到常规力量方面与韩国的差距，朝鲜转而积极发展核武器。为应对急剧变化的周边态势，韩国在栗谷计划后于1996年继续推行战斗力增强计划，并将其更名为防御力量改善计划。防御力量改善计划的重点是增强对朝遏制战斗力和确保拥有从长期国家安保战略角度出发的自主防卫能力等核心战斗力。防御力量改善计划通过主要武器的国产化，谋求完善技术集约型军队战斗力结构，并促进各军和各兵种战斗力均衡发展，最大程度地发挥军队协同战斗力量。:43
在防御力量改善计划时期，韩国陆军设立了机械化步兵师和装甲旅，提升了机动装备的近距离支援能力。在炮兵方面，韩军除了增加火炮数量外，还改善了火炮、弹药的质量，为机械化部队配置了155毫米口径的自行火炮，以增强其自走和生存能力。此外，韩军还通过引进反炮兵雷达，提升反炮兵能。为提升火力集中攻击能力，韩军还在前方地区配置了多管火箭炮。:44
韩国海军谋求建设一支水面、水下、航空、登陆作战及支援战斗力均衡发展、拥有战略打击能力的“大洋海军”。从20世纪90年代末开始，韩军逐年配备装有最新武器系统和装备的国产韩国型驱逐舰，以提高任务海域的控制能力，并引进了反潜导弹、防空导弹及新型鱼雷等舰载武器。1993年6月，韩国从德国引进1200吨级潜艇“张保皋”后，又建造了多艘张保皋级潜艇，使其水下作战能力取得划时代的发展。1955年，韩军通过购入新型海上巡逻机，构建了早期预警系统，同时具备了远洋预警作战能力；通过引进10余台新型海上作战飞机，拥有了水上、空中立体反潜作战能力。此外，通过新型登陆舰的国产化，引进登陆机动直升机UH-60，配备自动火炮和新型登陆作战装甲车等措施，韩国海军陆战队实现了作战立体、高速、机动化，成为名副其实的战略机动力量。:44-45
20世纪90年代初，韩国根据韩国型战斗机计划（KFP）引进了F-16战斗机，是首个从美国引进F-16生产线的国家。之后，韩国生产出众多性能优越的战斗机，是韩国空军完成了更新换代，具备全天候的作战能力。与此同时，韩军还大量引进侦察机、CN-235M中型运输机等支援机种，使其可以支援特种作战部队。:45

### 新军事变革期

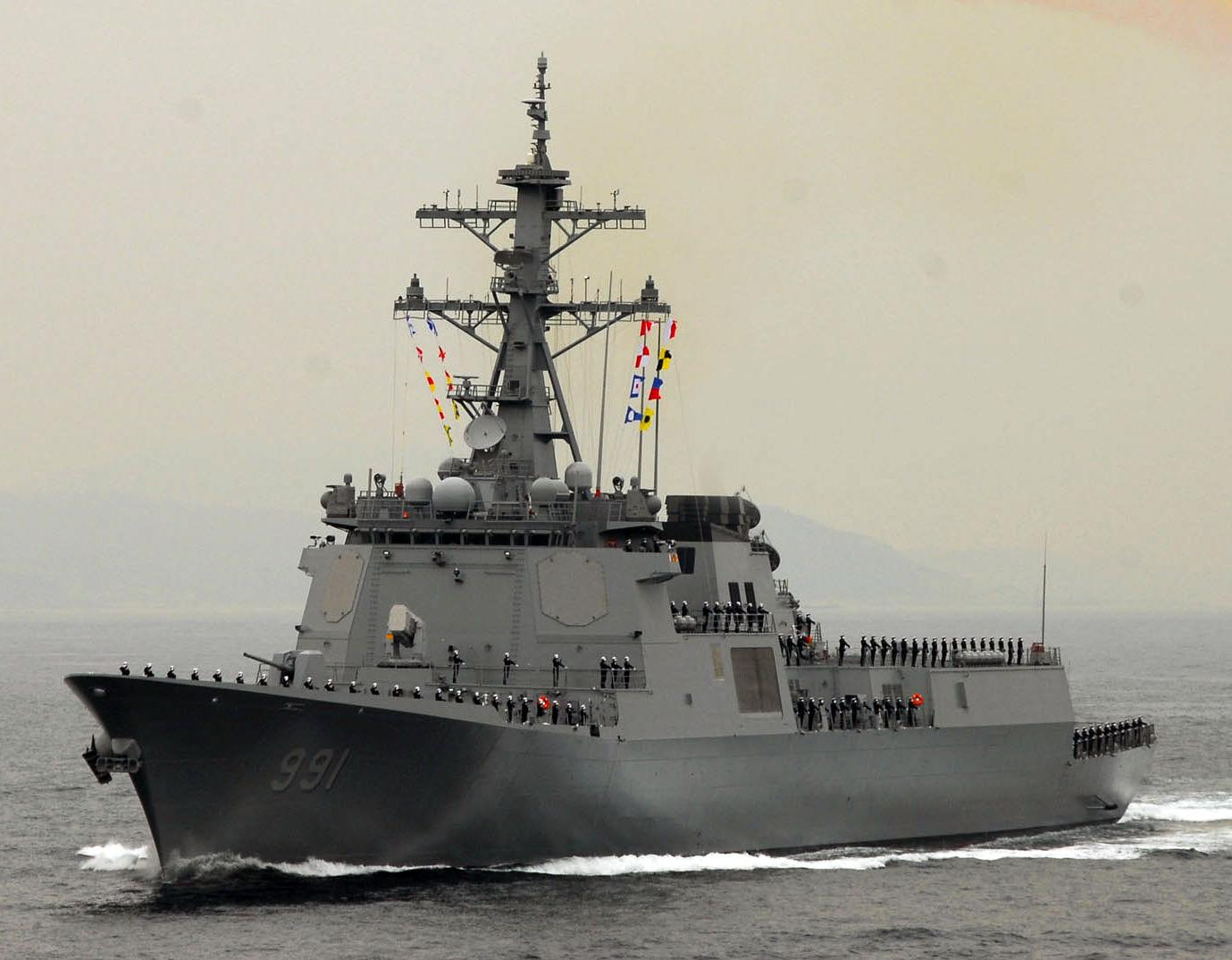
世宗大王级驱逐舰

金大中总统执政后，韩国开始推进军事变革和军事转型。从2001年开始，韩国先后制定了《国防改革基本计划2006~2020》和《国防改革基本计划2009~2020》。为顺应世界新军事变革趋势和朝鲜半岛安全局势的变化，韩国国防部对《国防改革基本计划2011~2030》进行了修改完善，并于2012年8月29日公布了《国防改革基本计划2012~2030》。修订后基本计划以突出积极遏制战略，调整部队上层结构，强化陆、海、空三军的“联动性”，精简部队数量，提高国防运行效率为核心，对韩国国防进行全方位的调整改革。此外，韩军还不断提高信息化作战尤其是网络中心战能力，通过建设数字化战场和数字化部队，研制信息化武器装备，发展信息战能力和精确打击能力来构建陆海空一体化的精锐军事力量，以确保在未来战场的主动权。2014年3月，时任韩国总统朴槿惠批准了韩国防部提交的《国防改革基本计划2014~2030》。为遏制朝鲜半岛发生全面战争，该规划将韩军的核心军事战略从“积极遏制”转变为“灵活遏制”。:58-59

## 军队体系

### 韩国国军
韩国陆军现役军人有49.5万人，编为2个野戰军、1个作战司令部、12个军、3个机械化步兵师、19个步兵师、2个独立步兵旅、3个反渗透旅和7个特种作战旅。韩国陆军装备有2000余辆坦克，1700门M109自行火炮和K9雷声自行式榴弹炮，680架各式直升机和无人驾驶飞机，是支轻型化、机动化的陆军部队。:9-79:64-66
韩国海军现役军人有6.9万人(包含韓國海軍陸戰隊2.8万人)，致力于打造一个具备远洋作战能力的“大洋海军”:98-100:67-68。韩国海军目前部署有忠武公李舜臣级驱逐舰、独岛号两栖攻击舰、不依赖空气推进的214型潜艇和世宗大王级驱逐舰。世宗大王级驱逐舰配备有先进的数字化宙斯盾战斗系统，可以同时追踪、摧毁多个舰载和弹道导弹，是韩国导弹防御伞的重要组成部分:106-109:69-70。

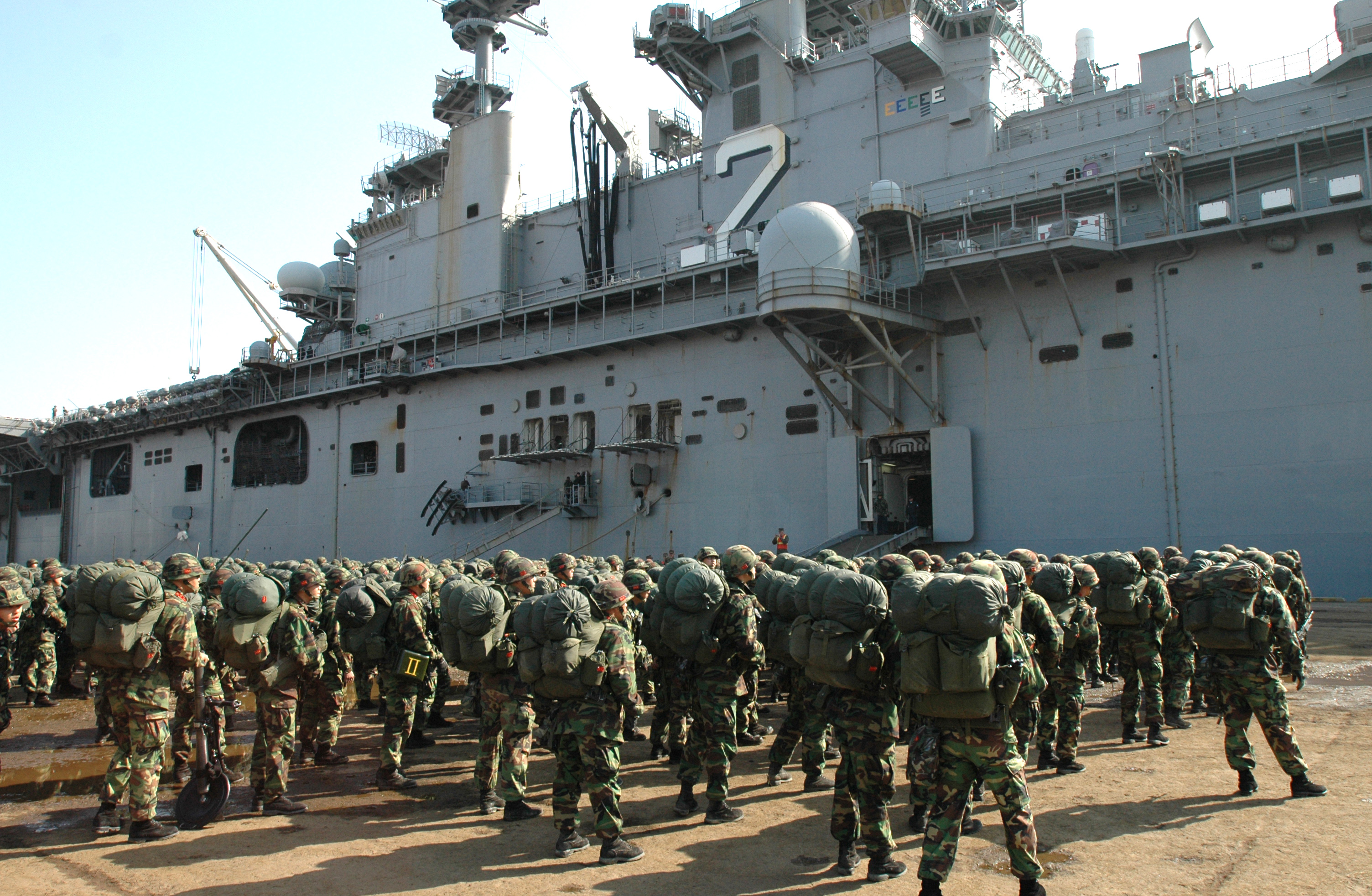
韩国海军陆战队

韓國空軍於20世纪末，韩国《战略空军建设发展规划》提出“战略空军”的构想，建设一支以新一代战斗机、预警机、空中加油机、运输机、远程雷达、侦察机卫星为主要手段及空天一体化的“航空航天军”:72-73:169-170。韩国空军部署有各种飞机1360架，包括先进的F-15、F-16战斗机和韩国本土以T-50超音速教练机为基础研制的FA-50轻型超音速攻击机，以及KFX战斗机。一些维护良好的老式F-4鬼怪II战斗机和F-5自由斗士战斗机也仍然在服役。韩国空军还部署有4架波音737-AEW&C预警机，用于提高韩国战机的精准度:153-164:73-80。
韓國預備軍是韓國的一支預備役軍事部隊，約有450萬人的後備軍人所組成。，又可分為動員預備軍（동원예비군）和鄉土預備軍（향토예비군）。預備軍的组成人员為韓國國軍服役期滿2年至8年者。

### 驻韩美军
朝鲜战争结束后，韩美签署《美韩共同防御条约》，使美军获得了在韩国长期驻军的权利。驻韩美军兵力约28,500人:183，主要有陆军第八军团、空军第七航空队、海军第七舰队驻韩海军和海军陆战队。美军在韩陆军基地有龙山等38个；空军基地有乌山和群山2个；海军基地有镇海1个:191。驻韩美军最初有治外法权，美军犯罪由美国审判。1967年2月至2002年12月，韩美签署《驻韩美军地位协定》使韩国开始拥有对驻韩美军名义审判权。2003年1月以后，驻韩美军恶性犯罪引渡给韩国警方。韩国警方对杀人、强奸等恶性犯罪在逮捕嫌疑犯时可以持续拘留而不必先交给美军:186。
朝鲜战争期间，时任韩国总统李承晚将韩军指挥权移交给了联合国军（实际上是美军）:10。1994年12月1日，韩国收回了除战时指挥权之外的军事主权。驻韩美军由主导角色转变为支援角色:51。2005年9月，卢武铉政府正式向美国提出收回战时指挥权。之后，双方达成协议美方将于2012年4月17日将战时指挥权移交给韩方。李明博就任韩国总统后，将战时指挥权的移交时间推迟到了2015年12月1日:53:1。2014年10月，韩国再次将移交战时指挥权的期限后延到2020年代中期。

## 国防工业

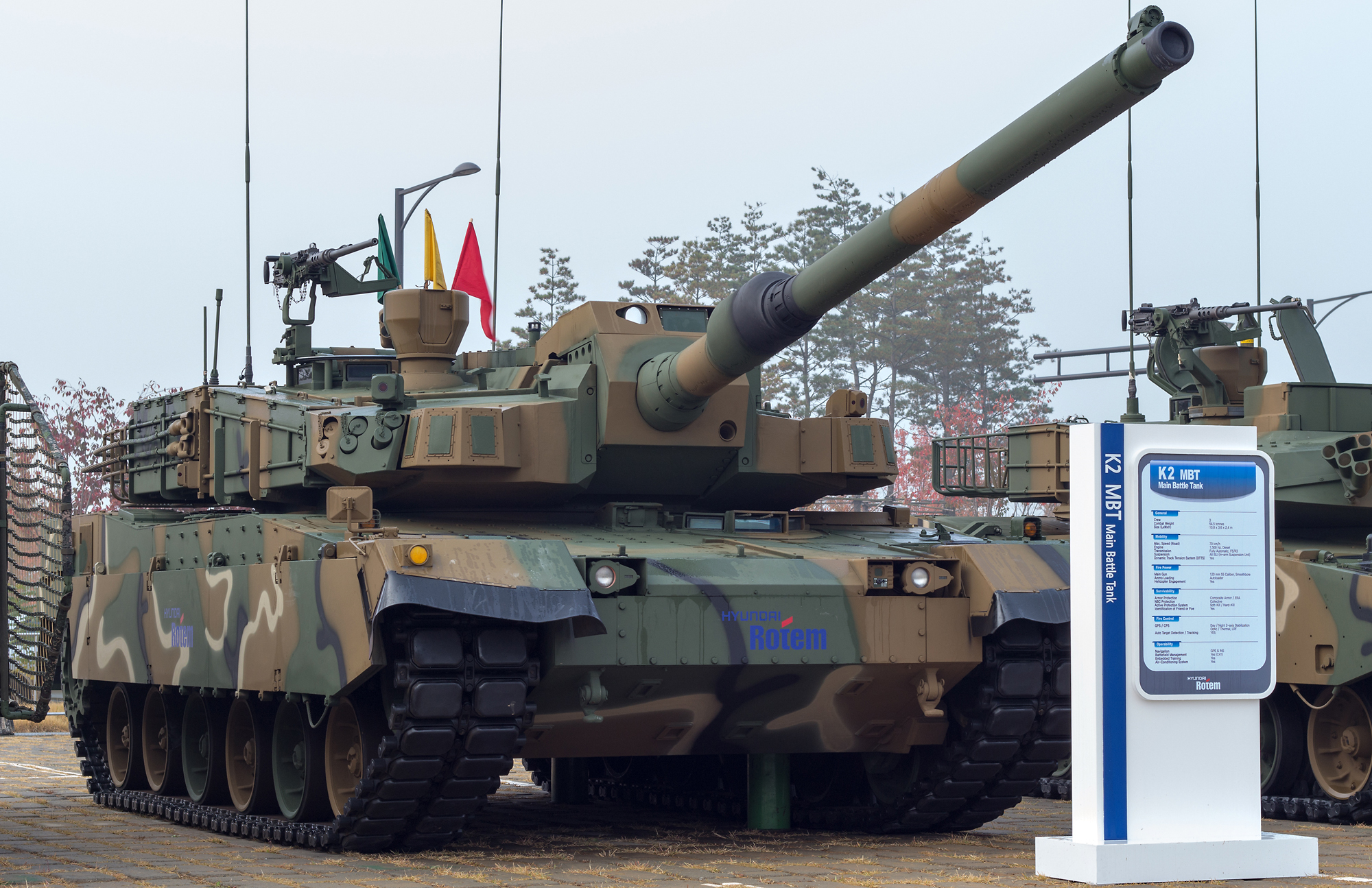
韩国开发的K2主战坦克

韩国国防工业起步较晚但发展迅猛:2。20世纪90年代前中期，韩国已经能够自己生产大部分武器装备，从90年代末开始能开发和生产部分高精度的先进武器:49。目前，韩国国防工业已经发展成为与其它经济强国并驾齐驱的境界，是全球军售市场的佼佼者:3-4。
1970年成立的国防科学研究所是韩国最大也是最重要的国防科研机构，被誉为韩国国产先进武器装备的“孵化器”。通过国防科学研究所，韩国已经先后实现了400多种作战、后勤装备的国产化。目前，韩国除部分高性能战斗机和部分高科技部件需要进口外，绝大多数的武器装备都已实现了国产化，部分武器装备出口国际市场。:4-5

## 兵役制度
韩国是世界上少数几个仍在实行义务兵役制的发达国家之一。《韩国宪法》规定“韩国所有公民都有义务服兵役”，所有身体素质符合条件的男性需要在18至28岁之间进入军队服役约20个月。不过韩国目前的兵役制度只适用于男性，对女性没有硬性的规定。1949年8月，李承晚政府颁布《兵役法》，宣布实行全民皆兵制，但这一举措遭到了美国的反对。1950年3月，李承晚政府不得已实行了志愿兵役制。朝鲜战争期间，韩国为补充兵力于1951年5月修订《兵役法》，重新启动义务兵役制。朝鲜战争结束后，韩美原本打算裁军。但后来上台的朴正熙总统反对裁军，他通过参加越南战争使裁军得以搁浅。不仅如此，为应对朝鲜半岛南北对峙，他还于1968年创建了乡土预备军（预备役部隊），使韩国成为地地道道的“军营国家”。:111-112
韩国兵役制度非常严格，逃避兵役会遭到严惩，韩国男性服役比例在全世界是最高的:114。根据兵役制的要求，韩国男性满18岁当年的1月1日即被编入第1国民役，年满19岁需要在兵务厅制定场所接受体检。兵役体检情况分为7个等级：1-4级为合格，可服现役和各种补充役；5-7级为不合格，需编入第2国民役、免除兵役或再次接受体检。符合条件的男性在年满20岁的当年会受到兵务厅的入伍通知，但如果是在校学生则可以延后入伍。服完现役和补充役的士兵转业后还要在预备役服役8年，然后转入民防卫队，直到40岁才算尽完所有义务。预备役和民防卫队每年只需要进行几天或几个小时的训练，对日常生活没有大的影响。韩国服现役的年限在建军创初是三年多。目前韩国陆海空军的服役时间为18、20、21个月。:112在免除服兵役方面，除體檢不合格者（包含精神异常者、患重大疾病者、残疾人、纹身超过全身皮肤三分之一以上面积者，身高或体重过高及过低者）外，曾在奥运会得到奖牌或在亚运会上得到金牌的运动员、超出服役年龄者、医生或宗教神职人员等特殊职业从事者、高学历或仅有小学文化水平者、被剥夺政治权利者，为国家做出突出贡献者以及到了服役年龄但需承担三人及以上生活费用者可以享有這種特權。
由于服兵役对韩国国民的学习、就业和生活带来不便，韩国每届新政都通过缩短服役年限取悦民众，使服役年限一降再降。不过由于服役年限的缩短，士兵无法得到长期有效的训练，造成军事素质下降，事故频发。另一方面，随着军队建设的现代化，精简兵员是国际趋势。韩军计划到2020年前将总兵力削减到50万人，这使得义务兵役制变得有些“不合时宜”。此外，士兵的短期服役也不利于骨干的保留和高技术装备的操作使用。为此，韩国从2008年开始小范围试水志愿兵制度。目前志愿兵包括两种岗位，一种是战斗技术熟练兵可延长服役6-18个月；另一种是尖端装备操作专门人才，从入伍起可服役3年。不过由于朝鲜半岛的对峙，朝鲜110万常备军迫使韩国在未来很长的一段时间仍将继续推行目前的义务兵制度。:114-115
2020年12月1日，韓國國會修改《兵役法》，新修改後的《兵役法》規定，若大众文化领域的艺人得到文化体育观光部长官推荐，且在国内及国际上对提升韩国形象做出卓越贡献，则可以将入伍最晚年龄推迟至30岁。

## 军事教育训练

### 军事院校

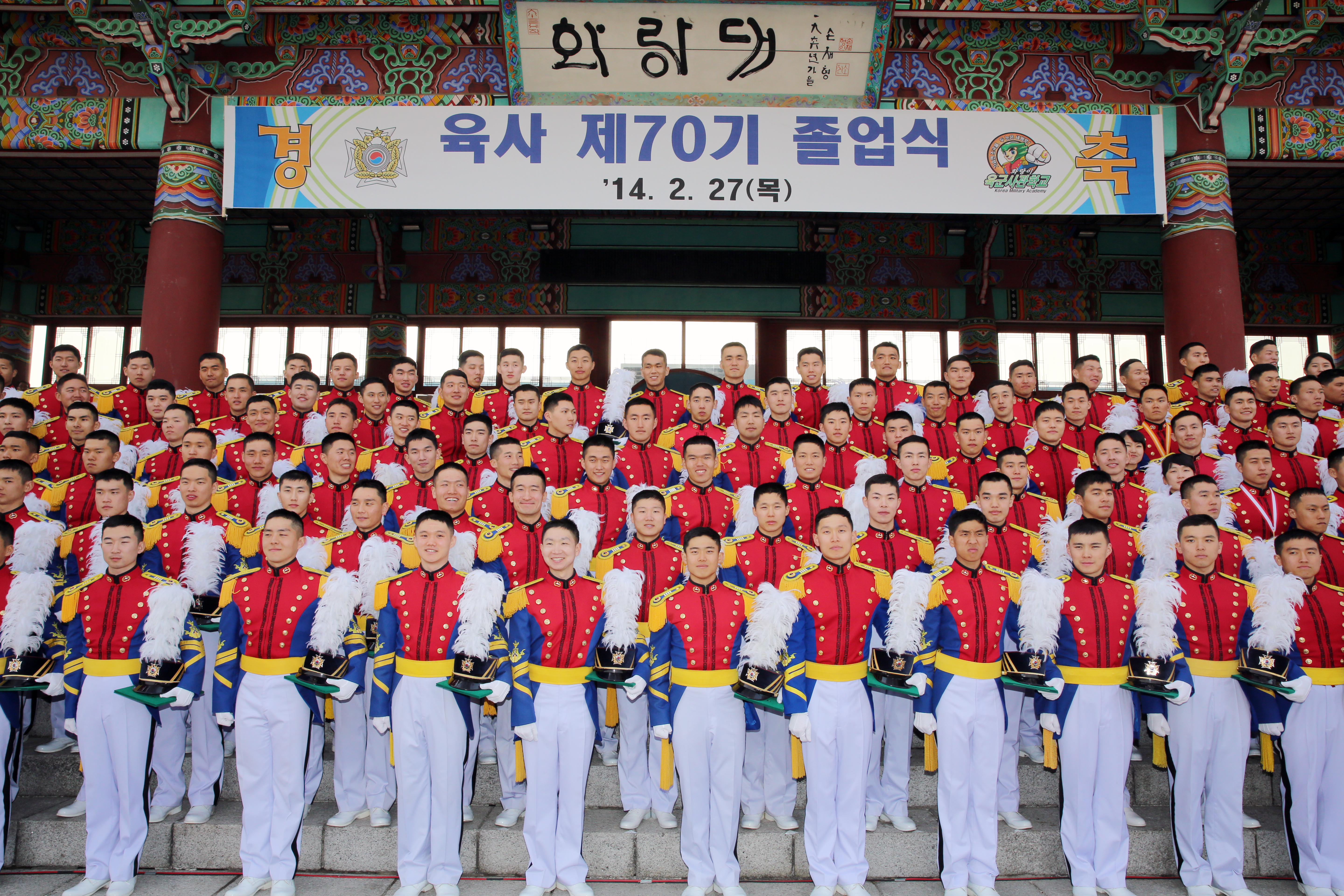
韩国陆军官校毕业典礼

韩国军事院校种类齐全，除国防大学、护士士官（軍官）学校、军用学校三所直属于国防部外，其它院校均归各军所有。陆海空本部除设有直属官校外，其各自教育司令部下还设有多所各类军事院校:128。韩国军事院校分为初、中、高三级。初级院校包括各军的官校、副士官学校和各类专业技术学校，负责培养初级指挥军官和专业技术人员。中、高级院校负责各类现役军官普职前的培训和任期间的进修深造。陆军大学、海军大学和空军大学是韩国培养校级军官的中级院校。国防大学是培养上校及将级军官的高级院校，是韩国军校的最高学府:128-130。
韩国陆海空本部直属的官校分别成立于1946年（陆、海）和1949年（空），都是韩国著名的高等院校。三者均以17-21岁的高中毕业生为招收对象，学制4年，毕业时授予学士学位和少尉军衔，毕业后服役期为10年。各軍種官校每年招生规模仅为100-300余人。学生除完成普通大学生的大学基础教育外，还要完成特殊的军事训练课程。学校实行学分制，淘汰率高达20-25%，以保证只有优中选优的英才才能进入军中服役。创建于1968年的韓國陸軍第三官校也是直属于陆军本部的军校，但招收大学2年级以上或完成2年制大专课程的优秀青年，学制2年，毕业时授予学士学位和少尉军衔，毕业后服役期为6年。:130
陆军大学、海军大学、空军大学分别创建于1951年、1955年和1956年，是韩军校级军官任职培训院校。根据培训层次和对象的不同，三军大学的学制为16-48周不等，主要进行军事专业知识教育、培养联合与合同作战能力、运用军事政策和战略能力以及军事运筹与管理能力。教学内容主要包括军事战略、各军种战术、合同作战理论与指挥、作战组织、国防企划管理制度和部队管理等。:130-131
创建于1955年的国防大学是韩国军校的最高学府，三军混编，直属于国防部。学校招收的现役军人学员为上校和将军，入学需各军参谋总长推荐，主要培养国防管理能力和作战指挥能力，学习战略问题、安全政策和国际关系。教学内容主要有国家安保政策与军事战略、国际形势分析、各军兵种联合作战理论与指挥、国防管理等。:131

### 部队训练

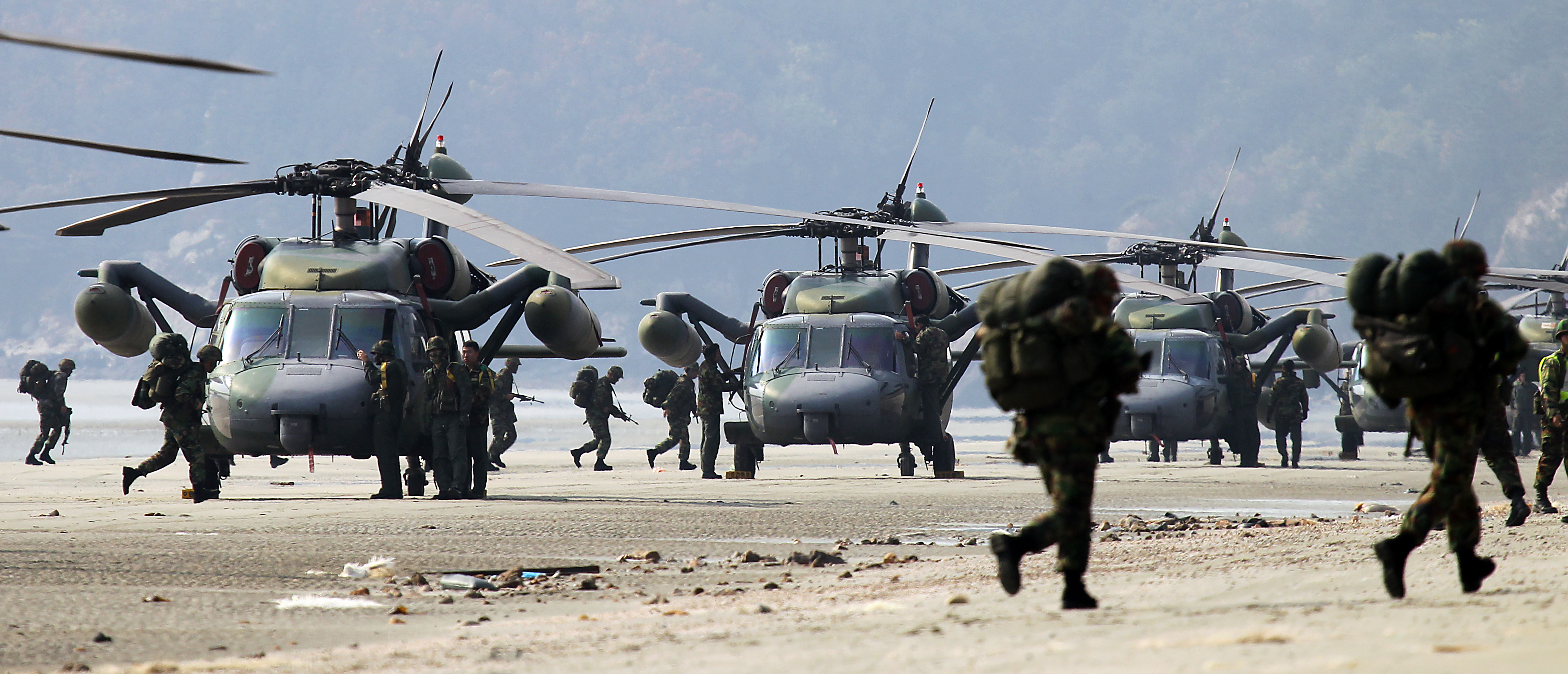
2011年韩国海军陆战队训练照片

韩军部队训练分为单兵训练和集团训练，其中单兵训练又分为基本训练和特技训练，集团训练分为联合演习（多指与驻韩美军）、合同训练（韩国军队之间）、诸兵种协调训练和兵种训练等。国防部制定并下达韩军整体训练政策，联合参谋本部负责联合演习和合同训练的计划、实施、协调和指挥，特别是作战部队主管的联合演习和合同训练。各军本部以下单位负责计划实施国防部下达的训练任务。:132
韩国陆军训练主要包括多用途综合激光交战训练系统（MILES）训练、战斗之后训练和模拟装备训练等。韩军MILES训练系统已经装备到排。连级MILES训练可以利用移动中继通信网，对在驻地、作战区域以及任意区域进行的训练结果进行分析，大幅提高战斗力。战斗指挥训练是利用计算机模拟系统提升指挥官和参谋战斗指挥能力的训练。模拟装备训练是在假想的环境中进行射击、操作和战术模拟的训练。此外，营以下部队还频繁与美军进行化生防战、反火力战、空中突袭作战、反恐作战等联合演习。:132-133
韩国海军舰艇部队的训练主要有单科作战训练、海上训练、联合训练和巡航训练等。单科作战训练是指反舰、反潜、对空、登陆、空中作战等基础训练。海上训练又机动训练、西北岛防御训练、北方分界线合同对抗训练、海上拦截训练等。联合训练分为以强化联合防卫体系为目的的韩美联合训练和以加强人道主义支援和军事合作为目的的多国联合训练两种。巡航训练主要以海军士官军校为对象，在世界范围内选定4条航线每年依次实施。韩国海军陆战队的训练主要有护国演习、反海岸入侵训练、西北岛屿增援及防御训练等。:133-134
韩国空军的训练主要有防御制空、攻势制空、空中拦截、近距离空中支援等。防御制空是针对阻止敌军企图侵犯领空而实施训练。攻势制空是为确保空中优势而对敌区进行空中攻击的训练。空中拦截是对敌军支援力量在对己方地面部队和海军形成威胁之前，对其进行干扰、迟滞和破坏的训练。近距离空中支援是对地面部队和海军实施直接支援的训练。:134-135

### 演习

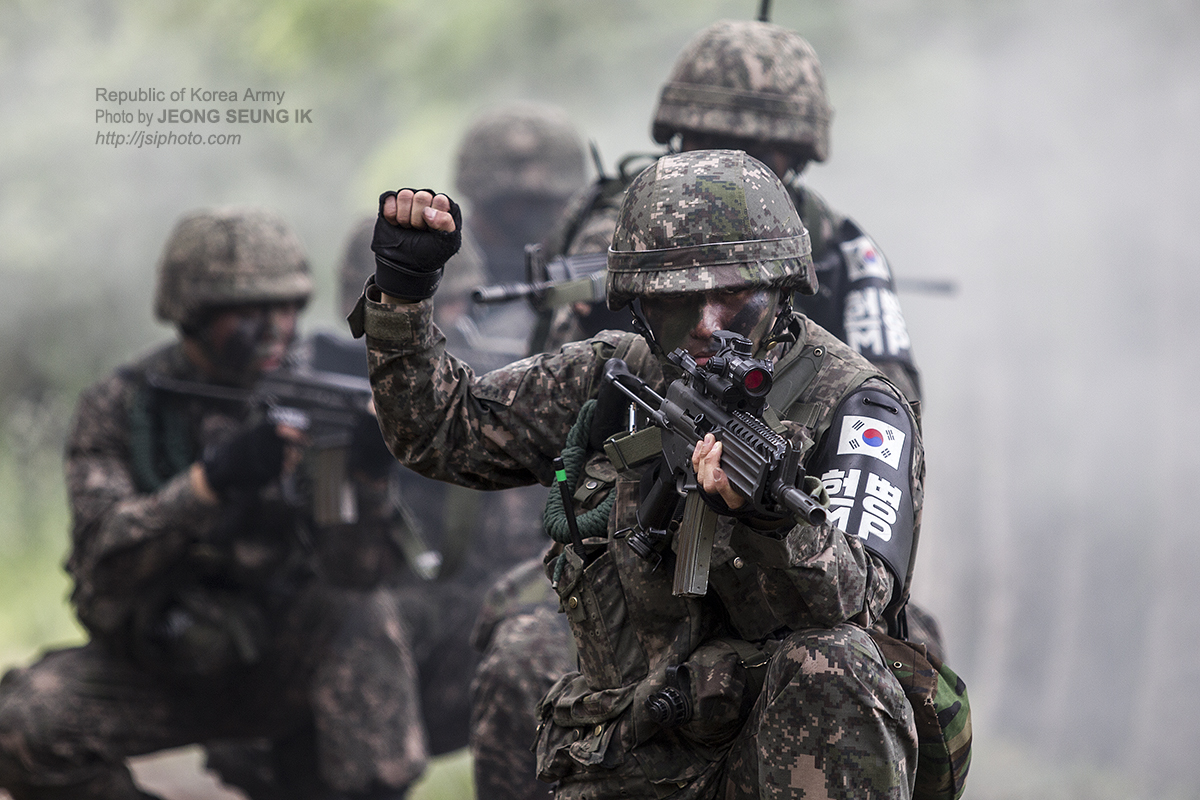
韩國陸軍第3步兵師侦察演习

韩军三军内部的年度例行合同演习主要包括“太极演习”、“护国演习”和“花郎演习”。太极演习是由韩军联合参谋本部主导的战区级指挥所演习，以提高平时和战时作战遂行能力为主要目的。护国演习韩军联合参谋本部主导的战区及作战司令部级的机动演习，以增强陆海空三军协同作战能力为主要目的。花郎演习是统合防卫本部主管的百姓、政府、军队、警察全员参与的后方地区综合演习，主要目的是熟悉平时和战时作战计划执行程序，加强综合防卫能力。:136
韩军与驻韩美军的联合演习有每年上半年举行的“关键决断”和“鹞鹰”演习，以及每年下半年举行的“乙支自由卫士”演习。“关键决断”是韩美向朝鲜展示实力的手段，也是朝鲜半岛局势的风向标，其重点是战时增援能力训练，熟悉战争播放时如何将大规模的美军增援力量快速、安全地配置到前线。鹞鹰演习的重点是提高韩美联合作战和后方防御作战能力。这两个演习都是韩美联合司令部主导的指挥所与实兵演练相结合的系列演习。1976-1993年，韩美每年举行一次“协作精神演习”，后因政治原因中断，1994年起以“阿尔索伊演习”取而代之，2008年更名为“关键决断”并与鹞鹰演习合并实施。乙支自由卫士演习原本是韩美联合司令部从1954年开始的“焦点透镜演习”和韩国政府从1968年主导的“乙支演习”于1994年合并成的“乙支焦点透镜”演习，2008年改名为目前的“乙支自由卫士”。该演习是韩美联合司令部主导的韩美战区级指挥所演习，以提高韩军独立及韩美共同应对能力，强化战时联合作战能力为主要目的。乙支自由卫士号称是世界最大规模的计算机模拟军事演习。:137-138

## 海外派兵
作为美国的盟友，韩国先后参加了越南战争、海湾战争、阿富汗战争和伊拉克战争 :83。越南战争期间，韩国赴越參戰兵力人数超过48000余人，是南越陣營一方僅次於駐越美軍的第二大外國軍:88。伊拉克战争期间，韩国派出累计3600余人的宰桐部队赴伊拉克，是伊拉克战争多国部队中续美軍和英軍之后的第三大部隊:95。
1991年以来，韩国开始积极展开以多国部队维和活动及国防合作活动为目的的海外派兵，先后向索马里、黎巴嫩、南苏丹等18个联合国任务团派兵13000多名，为世界和平作出了贡献:83。2014年12月，韩国国会国防委员会通过了《有关国军参与海外派遣活动的法律案》（简称《海外派兵法》），使韩国除“根据聯合國安全理事會决议的维持治安及稳定、人道主义援助、恢复重建等活动外”，“获得联合国、多国联合部队或特定国家的邀请”也可以对外派兵:105。